# دانيال برناردي
دانيال برناردي (بالإنجليزية: Daniel Bernardi)‏ هو عالم أمريكي، ولد في 16 يونيو 1964 في سان خوان في الولايات المتحدة.